# Karl Albert Vesterberg
Karl Albert Vesterberg, född 1 juli 1863 i Klintehamn, Gotland, död 1927, var en svensk kemist och agrogeolog.
Vesterberg blev student vid Uppsala universitet 1881 och filosofie doktor 1890. Han var lärare i oorganisk och teknisk kemi vid Ultuna lantbruksinstitut och högre mejeriskola 1888-1891, lektor där i kemi och geologi 1892–1911, blev professor i allmän och oorganisk kemi vid Stockholms högskola 1911. Han studerade 1891–1892 agrikulturkemi i Köpenhamn och Halle samt vid olika försöksstationer i Tyskland, Schweiz, Frankrike, Nederländerna, Belgien och England.
Vesterberg utförde grundläggande arbeten inom hartsernas kemi då han i rent tillstånd framställde och undersökte flera hartssyror och hartsalkoholer samt lyckades för första gången framställa kristalliserande triterpener. Han utförde undersökningar över salters hydrolys, över natrium- och litiumsilikat och över jordarters mekaniska sammansättning samt påvisade, att dolomit är ett självständigt dubbelsalt av kalium- och magnesiumkarbonat. Vidare utarbetade han en kemisk metod för bestämning av svårlösliga basers styrka, analysmetoder för bestämning av torv- och mullämnen samt av kaolin i lera, och en ny, bekväm metod för kolsyrebestämningar.
1910 utsågs Vesterberg till medlem av kommissionen för åstadkommande av internationella överenskommelser beträffande kemisk jordanalys. Han uppställde en ny princip för kemisk jordanalys och utförde (tillsammans med sina studenter) undersökningar över betulin i björknäver samt över bildningen av seskviterpener vid sönderdelning av dammar-, kopal med flera hartser. 
Vesterberg utarbetade på uppdrag av Lantbruksstyrelsen, tillsammans med professor Christian Barthel, förslag till förnyad instruktion för de kemiska stationerna.
Vesterberg påvisade 1887 gränsstrandvallen för en postglacial landsänkning av Gotland; han visade, att svenska kvartära leror ofta nästan saknar kaolinhalt, och urskilde kalkgyttja från övriga gyttjor.
Vesterberg författade dels mycket använda läroböcker och dels ett större antal avhandlingar och uppsatser i kemi, agrikulturkemi och geologi, som publicerats i svenska och utländska tidskrifter. Han har också skrivit en mängd artiklar i Nordisk familjebok.
Vesterberg arbetade också inom läkemedelsområdet. I sin marknadsföring under tidigt 1900-tal framhöll exempelvis Pharmacia att produktionen av mirakelmedicinen Phospho-Energon skedde under kontroll av Vesterberg.
Vesterberg var från 1922 ordförande i den då bildade Analytiska sektionen av Kemistsamfundet och blev 1923 ledamot av Lantbruksakademien. För kemiska arbeten och läroböcker erhöll han belöningar och understöd av Vetenskaps-societen i Uppsala, Lantbruksakademien, Vetenskapsakademien och Ingenjörsvetenskapsakademien.